# Джонсон, Дастин
Дастин Хантер Джонсон (англ. Dustin Hunter Johnson (родился 22 июня 1984 год) - американский профессиональный игрок в гольф, выступающий в рамках PGA Tour.
Джонсон выиграл Открытый чемпионат США в 2016 году в загородном клубе Окмонт с результатом 276 баллов ниже номинала, что стало его первым крупным чемпионатом. Ранее он занимал второе место на Открытом чемпионате 2011 года и Открытом чемпионате США 2015 года. У него также есть шесть побед на чемпионатах мира по гольфу, из которых только Тайгер Вудс выиграл больше, и он первый игрок, выигравший каждое из четырех событий чемпионата мира по гольфу. Он является одним из самых продолжительных гонщиков в PGA Tour, ежегодно входивший в пятерку лучших с 2008 года и лидирующий в 2015 году. Благодаря победе в Чемпионате Путешественников 2020 года Джонсон стал лишь третьим игроком в истории Тура, выигравшим титул Тура в каждом из своих первых 13 сезонов, присоединившись к Джеку Никлаусу (17) и Тайгеру Вудсу (14).
В феврале 2017 года Джонсон стал гольфистом, занимающим первое место в мире, и оставался там в течение 64 недель подряд, занимая пятое место по продолжительности в качестве №1. Он вернулся на позицию №1 в 2018, 2019 и 2020 годах и в целом был на первой строчке. 100 недель.

## Ранняя карьера
Джонсон родился в Колумбии, штат Южная Каролина, и играл в гольф в составе университетской команды Coastal Carolina University, где он изучал спортивный менеджмент. Как любитель, он выиграл Monroe Invitational и Northeast Amateur в 2007 году и играл в командах-победителях 2007 года Walker Cup и Palmer Cup.

## Профессиональная карьера

### 2007–2009
Джонсон стал профессионалом в конце 2007 года и заработал свою карту PGA Tour 2008, заняв 14-е место в квалификационной школе 2007 года в декабре.
Ближе к концу своего сезона новичков в октябре 2008 года Джонсон выиграл свой первый турнир PGA Tour - чемпионат Turning Stone Resort в северной части штата Нью-Йорк. Четыре месяца спустя он выиграл свой второй турнир на AT&T Pebble Beach National Pro-Am, который был сокращен до 54 лунок, когда финальный раунд был отменен из-за сильного ветра и проливного дождя. Джонсон выиграл четыре удара над Майком Вейром и пятью ударами над лидером второго раунда Ретифом Гусеном, который забил в третьем раунде 74. Джонсон закончил сезон 2009 года, заняв 15-е место в списке призовых PGA Tour.

### 2016
Джонсон хорошо начал сезон 2016 года, шесть раз попав в топ-10 в своих первых десяти турнирах. После двух финишей вне топ-10, он был близок к победе в Мемориальном турнире, финишировав на один бросок позади возможного победителя Уильяма МакГирта. Неделей позже он записал еще один результат в топ-10 на FedEx St. Jude Classic. Джонсон выиграл Открытый чемпионат США в 2016 году и завоевал свой первый крупный титул 19 июня 2016 года в своем 29-м крупном матче. Однако победа была окутана спорами, так как Джонсон получил одноразовый пенальти после завершения его последнего раунда из-за инцидента на пятом грине. Когда он готовился адресовать мяч для частичного удара, его мяч слегка сдвинулся. Джонсон отошел, сказав, что не обращался к мячу. После того, как он поговорил с официальным представителем правил на площадке, ему сказали продолжить удар, который он успешно пробил. В итоге он выиграл на три удара, опередив Шейна Лоури, Скотта Пирси и Джима Фурика. Инцидент с движущимся мячом вызвал возмущение среди многих ведущих гольфистов мира: такие игроки, как Джордан Спит, Рори Макилрой, Рики Фаулер и Уэбб Симпсон, в социальных сетях раскритиковали USGA за ее решение. Джонсон поднялся на три позиции в OWGR и занял третье место после этой победы.
9 июля 2016 г. Джонсон подтвердил, что не будет участвовать в летних Олимпийских играх 2016 из-за опасений по поводу вируса Зика. Джонсон выиграл свой третий турнир в году, чемпионат BMW, 11 сентября 2016 года.
Джонсон закончил сезон в качестве ведущего денежного победителя турнира PGA Tour, выиграв Премию Арнольда Палмера, имел самый низкий средний результат (выиграв Трофей Вардона и Премию Байрона Нельсона) и получил награды Игрок года  и Игрок турнира PGA Tour.

### 2017-2019
Начав сезон с двух попаданий в топ-10 в своих первых четырех соревнованиях, Джонсон выиграл Genesis Open в феврале, обогнав Скотта Брауна и Томаса Питерса пятью ударами. Благодаря этой победе он занял первое место в официальном мировом рейтинге гольфа. [28] Победа Джонсона на Genesis Open также закрепила за собой место в истории, поскольку он присоединился к Тайгеру Вудсу и Джеку Никлаусу как единственные игроки в гольф в истории PGA Tour, выигравшие титулы в каждом из своих первых 10 сезонов.
В марте Джонсон одержал победу на чемпионате WGC-Mexico одним ударом над Томми Флитвудом. Победа ознаменовала пятый раз, когда гольфист выигрывал свой первый турнир после того, как стал номером один. Это был четвертый титул Джонсона в WGC и переместил его на второе место в списке большинства титулов чемпиона мира по гольфу, уступив только Тайгеру Вудсу. Три недели спустя Джонсон не проиграл ни одного поражения на турнире WGC-Dell Technologies Match Play, завоевав свой первый титул WGC Match Play и свой пятый титул в общем зачете WGC. Победа также означала, что Джонсон стал первым игроком, выигравшим все четыре короны WGC, чемпионаты WGC-HSBC 2013, чемпионат WGC-Cadillac 2015 и чемпионат WGC-Мексика 2017 (ранее чемпионат Cadillac), WGC-Bridgestone 2016. Invitational и WGC-Dell Technologies Match Play 2017. Это был его третий титул в туре подряд после семи стартов в 2017 году.
Перед турниром Masters 2017 Джонсон упал с лестницы в доме Августы, который снимал, и получил травму спины. Он отказался от участия в мероприятии.
В августе Джонсон выиграл первый этап плей-офф Кубка FedEx, The Northern Trust, свой 16-й титул в туре и свой четвертый титул лидера в туре в сезоне. Это был первый раз, когда он выиграл более трех титулов в туре за один сезон. Выиграв, он также поднялся на три позиции и занял первое место в официальном денежном списке с 8 392 068 долларов, а также поднялся на шестое место в списке заработанных за карьеру призовых.

### 2020
2 марта агент Джонсона объявил, что Джонсон не будет участвовать в летних Олимпийских играх 2020 года из-за своего графика.
27 июня Джонсон завершил свой самый низкий раунд в турнире PGA Tour в третьем раунде чемпионата Travelers Championship. Его девять очков меньше номинала в раунде 61 поставили его в пределах двух ударов от лидерства, удерживаемого Брендоном Тоддом, во время финального раунда. Джонсон выиграл турнир со счетом 19 ниже номинала.
В августе Джонсон лидировал на 54 лунках на чемпионате PGA 2020, а затем занял второе место, отстав на два удара от победителя Коллина Морикавы. Две недели спустя Джонсон выиграл The Northern Trust на TPC Бостон, штат Массачусетс, с результатом одиннадцать ударов со счетом 30 ниже номинала, во время которого он установил новый низкий раунд карьеры с 11-менее номиналом 60 во втором раунде. Победа на первом турнире плей-офф Кубка FedEx 2020 вывела его на первое место в турнирной таблице сезона. Он также вернулся на первое место в официальном мировом рейтинге гольфа.
7 сентября Джонсон выиграл Турнир в гольф-клубе Ист-Лейк в Атланте, штат Джорджия, и выиграл Кубок FedEx и 15 миллионов долларов.
Джонсон был признан игроком года PGA Tour 2020 во второй раз в своей карьере.

## Личная жизнь
В августе 2013 года Джонсон обручился с моделью, певицей и знаменитостью Паулиной Гретцки, дочерью Уэйна Гретцки, после семи месяцев знакомства. У них есть два сына, Татум Гретцки Джонсон (родился 19 января 2015 года), и Ривер Джонс Джонсон (родился 12 июня 2017 года).